# Forbes (Dakota del Norte)
Forbes es una ciudad ubicada en el condado de Dickey en el estado estadounidense de Dakota del Norte. En el censo de 2010 tenía una población de 53 habitantes y una densidad poblacional de 82,51 personas por km².

## Geografía
Forbes se encuentra ubicada en las coordenadas 45°56′33″N 98°46′56″O / 45.94250, -98.78222. Según la Oficina del Censo de los Estados Unidos, Forbes tiene una superficie total de 0.64 km², de la cual 0.64 km² corresponden a tierra firme y (0%) 0 km² es agua.

## Demografía
Según el censo de 2010, había 53 personas residiendo en Forbes. La densidad de población era de 82,51 hab./km². De los 53 habitantes, Forbes estaba compuesto por el 100% blancos, el 0% eran afroamericanos, el 0% eran amerindios, el 0% eran asiáticos, el 0% eran isleños del Pacífico, el 0% eran de otras razas y el 0% pertenecían a dos o más razas. Del total de la población el 0% eran hispanos o latinos de cualquier raza.